# Brooklyn (Míchigan)
Brooklyn es una villa ubicada en el condado de Jackson en el estado estadounidense de Míchigan. En el Censo de 2010 tenía una población de 1206 habitantes y una densidad poblacional de 457,41 personas por km².

## Geografía
Brooklyn se encuentra ubicada en las coordenadas 42°6′20″N 84°14′56″O / 42.10556, -84.24889. Según la Oficina del Censo de los Estados Unidos, Brooklyn tiene una superficie total de 2.64 km², de la cual 2.61 km² corresponden a tierra firme y (1.08%) 0.03 km² es agua.

## Demografía
Según el censo de 2010, había 1206 personas residiendo en Brooklyn. La densidad de población era de 457,41 hab./km². De los 1206 habitantes, Brooklyn estaba compuesto por el 96.93% blancos, el 0.17% eran afroamericanos, el 0.75% eran amerindios, el 1.33% eran asiáticos, el 0% eran isleños del Pacífico, el 0% eran de otras razas y el 0.83% pertenecían a dos o más razas. Del total de la población el 2.9% eran hispanos o latinos de cualquier raza.